# Сабах аль-Ахмед аль-Джабер ас-Сабах
Саба́х аль-Ахме́д аль-Джа́бер ас-Саба́х (араб. صباح الأحمد الجابر الصباح‎; 16 июня 1929, Эль-Кувейт, Кувейт — 29 сентября 2020, Рочестер, Нью-Йорк, США) — пятнадцатый монарх Кувейта (2006—2020) после утверждения его кандидатуры Национальным собранием и пятый эмир после независимости Кувейта от Великобритании.

## Биография

### Ранняя биография
Родился 16 июня 1929 года в городе Кувейт в семье шейха Ахмеда и его жены Муниры Аль-Айяр. Учился в школе Аль-Мубаракья.

### Карьера
С 1963 по 2003 год был министром иностранных дел страны.

#### Кризис в династии
15 января 2006 года эмир Кувейта Джабер аль-Ахмед аль-Джабер ас-Сабах скончался от инсульта. Новым эмиром был провозглашен наследный принц 75-летний Саад аль-Абдулла ас-Салем ас-Сабах. Однако новый глава государства был уже тяжело больным человеком, и в связи с неспособностью нового эмира по состоянию здоровья исполнять свои обязанности кабинет министров Кувейта начал процедуру отстранения нового главы государства от власти. Семья ас-Сабахов обратилась к премьер-министру с просьбой возглавить страну. Сабах аль-Ахмед аль-Джабер ас-Сабах согласился на это.
После переговоров с родственниками эмир Саад на встрече 23 января с премьер-министром Сабахом аль-Ахмедом ас-Сабахом объявил о своем решении отказаться от трона по состоянию здоровья. На следующий день Национальное собрание Кувейта проголосовало за избрание Сабаха новым эмиром под именем Сабах IV. За несколько часов до этого Национальное собрание Кувейта отстранило от руководства эмиратом шейха Саада аль-Абдуллу в связи с состоянием его здоровья.

#### На троне

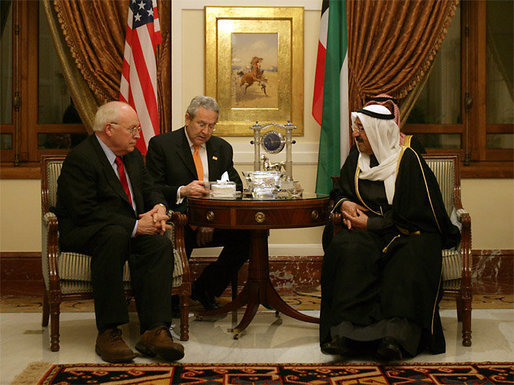
Вице-президент США Дик Чейни с премьер-министром шейхом Сабахом, выражающий соболезнования в связи со смертью эмира Джабера III в 2006 году.

Вступив на престол, Сабах назначил своим наследником единокровного брата шейха Навафа аль-Ахмеда ас-Сабаха. Тем самым он прервал традицию поочередного наследования престола представителями кланов Джабер и Салем, которые оба относятся к роду Сабахов. Племянник эмира, шейх Насер аль-Мухаммед аль-Ахмед, был назначен премьер-министром.
За первый год своего нахождения у власти Сабах ас-Сабах провел ряд демократических реформ, в частности позволил женщинам занимать посты в государственном аппарате, дал им право голоса, смягчил закон о запрете публичных собраний и закон о СМИ. В то же время он увеличил издержки на содержание королевской семьи в 6 раз.
Несмотря на преклонный возраст, эмир вёл активную политику — например, в июне 2014 года он совершил визит в Тегеран, где заключил ряд соглашений. Кроме того, при нем жестко наказывали за оскорбление эмира, причем от наказания иногда не спасало даже родство с Сабахом. Например, в мае 2016 года были осуждены к лишению свободы пять кувейтцев, в том числе родственники эмира, за то, что они в сообществе в WhatsApp нехорошо отозвались об эмире.

### Состояние здоровья
В ноябре 2017 года был госпитализирован для медицинского обследования после перенесённой простуды.
В сентябре 2019 года после своего визита в США был госпитализирован в одну из больниц Вашингтона. Из-за госпитализации была отложена встреча с президентом США Дональдом Трампом.
18 июля 2020 года была третья госпитализация кувейтского эмира для медицинского обследования. На следующий день была проведена операция.
23 июля он отправился в США для продолжения лечения. Исполняющим обязанности эмира на время его отсутствия стал его 83-летний младший единокровный брат, наследный принц Наваф.

### Смерть
Эмир Кувейта скончался в 08:00 29 сентября 2020 года в США на 92-м году жизни, проведя несколько месяцев в больнице Майо в городе Рочестер штата Миннесота после продолжительной болезни. Правительство Кувейта объявило о 40-дневном трауре. Кувейтское телевидение и радио прервало программу вещания и передавало чтение аятов Корана, пока в 16.48 министр дворцовым по делам шейх Али аль-Джарах аль-Сабах не объявил официально о кончине эмира. Новым эмиром был провозглашён младший брат Сабаха, принц Наваф — регент и фактический правитель эмирата в последние месяцы.
30 сентября эмир был похоронен на кладбище Сулайбихат вместе со своей семьёй в столице страны Эль-Кувейт.

## Семья
Был женат на Фатуве бинт Салман ас-Сабах. У них было 3 сына и дочь.
Его старший сын, шейх Нассер (1948—2020) — председатель Амири Дивана (2006—2017), заместитель премьер-министра и министр обороны (2017—2019), умер через 80 дней после смерти отца.

## Факты
- Сабах аль-Ахмед аль-Джабер ас-Сабах в последние годы жизни был одним из старейших действующих глав государств и правительств в мире.
- Сабах аль-Ахмед аль-Джабер ас-Сабах с 13 декабря 2016 года и до своей смерти являлся самым пожилым монархом в мире (среди мужчин).

## Награды
Награды Кувейта
| Страна | Дата                              | Награда                             | Награда                             | Литеры |
| ------ | --------------------------------- | ----------------------------------- | ----------------------------------- | ------ |
| Кувейт | 24 января 2006 — 29 сентября 2020 | Суверен ордена Мубарака Великого    | Суверен ордена Мубарака Великого    |        |
| Кувейт | 24 января 2006 — 29 сентября 2020 | Суверен ордена Кувейта              | Суверен ордена Кувейта              |        |
| Кувейт | 24 января 2006 — 29 сентября 2020 | Суверен ордена Национальной обороны | Суверен ордена Национальной обороны |        |
| Кувейт | 24 января 2006 — 29 сентября 2020 | Суверен ордена Военного отличия     | Суверен ордена Военного отличия     |        |

Награды иностранных государств
| Страна            | Дата вручения               | Награда                                                                                            | Награда                                                                                            | Литеры |
| ----------------- | --------------------------- | -------------------------------------------------------------------------------------------------- | -------------------------------------------------------------------------------------------------- | ------ |
| Казахстан         | 10 декабря 2001 —           | Кавалер ордена Достык 1 степени                                                                    | Кавалер ордена Достык 1 степени                                                                    |        |
| Колумбия          | 10 июля 2002 —              | Кавалер Большого креста ордена Национальных Заслуг «Хосе Мария Кордова»                            | Кавалер Большого креста ордена Национальных Заслуг «Хосе Мария Кордова»                            |        |
| Саудовская Аравия | 11 марта 2006 —             | Кавалер цепи                                                                                       | ордена Абдель-Азиза аль-Сауда                                                                      |        |
| Саудовская Аравия | 2 июля 2000 — 11 марта 2006 | Кавалер 1 класса                                                                                   | ордена Абдель-Азиза аль-Сауда                                                                      |        |
| Катар             | 12 марта 2006 —             | Кавалер орденской цепи Независимости                                                               | Кавалер орденской цепи Независимости                                                               |        |
| ОАЭ               | 13 марта 2006 —             | Кавалер ордена Заида                                                                               | Кавалер ордена Заида                                                                               |        |
| Франция           | 1 декабря 2006 —            | Кавалер Большого креста ордена Почётного легиона                                                   | Кавалер Большого креста ордена Почётного легиона                                                   |        |
| Республика Корея  | 25 марта 2007 —             | Кавалер ордена «Мугунхва»                                                                          | Кавалер ордена «Мугунхва»                                                                          |        |
| Испания           | 23 мая 2008 —               | Кавалер орденской цепи Гражданских заслуг                                                          | Кавалер орденской цепи Гражданских заслуг                                                          |        |
| Ливан             | 20 января 2009 —            | Кавалер специальной степени ордена Заслуг                                                          | Кавалер специальной степени ордена Заслуг                                                          |        |
| Азербайджан       | 9 февраля 2009 —            | Кавалер ордена Гейдара Алиева                                                                      | Кавалер ордена Гейдара Алиева                                                                      |        |
| Бруней            | 13 апреля 2009 —            | Кавалер Королевского семейного ордена Короны Брунея                                                | Кавалер Королевского семейного ордена Короны Брунея                                                | DKMB   |
| Украина           | 24 июня 2009 —              | Кавалер ордена «За заслуги» 1 степени                                                              | Кавалер ордена «За заслуги» 1 степени                                                              |        |
| Оман              | 28 декабря 2009 —           | Кавалер Гражданского ордена Омана 1 класса                                                         | Кавалер Гражданского ордена Омана 1 класса                                                         |        |
| Италия            | 26 апреля 2010 —            | Кавалер Большого креста декорированного лентой ордена «За заслуги перед Итальянской Республикой»   | Кавалер Большого креста декорированного лентой ордена «За заслуги перед Итальянской Республикой»   |        |
| Германия          | 27 апреля 2010 —            | Кавалер Большого креста особого класса ордена «За заслуги перед Федеративной Республикой Германия» | Кавалер Большого креста особого класса ордена «За заслуги перед Федеративной Республикой Германия» |        |
| Сирия             | 16 мая 2010 —               | Кавалер ордена Заслуг 1 класса                                                                     | Кавалер ордена Заслуг 1 класса                                                                     |        |
| Иордания          | 17 мая 2010 —               | Кавалер Большой ленты ордена Звезды Иордании                                                       | Кавалер Большой ленты ордена Звезды Иордании                                                       | GCSJ   |
| Ливан             | 18 мая 2010 —               | Кавалер Большой ленты Национального ордена Кедра                                                   | Кавалер Большой ленты Национального ордена Кедра                                                   |        |
| Аргентина         | 16 января 2011 —            | Кавалер орденской цепи Освободителя Сан-Мартина                                                    | Кавалер орденской цепи Освободителя Сан-Мартина                                                    |        |
| Япония            | 21 марта 2012 —             | Кавалер цепи ордена Хризантемы                                                                     | Кавалер цепи ордена Хризантемы                                                                     |        |
| Филиппины         | 23 марта 2012 —             | Кавалер цепи ордена Лакандула                                                                      | Кавалер цепи ордена Лакандула                                                                      |        |
| Албания           | 27 мая 2012 —               | Кавалер Большого креста ордена Скандербега                                                         | Кавалер Большого креста ордена Скандербега                                                         |        |
| Таджикистан       | 2013 —                      | Кавалер Ордена Исмоили Сомони 1 степени                                                            | Кавалер Ордена Исмоили Сомони 1 степени                                                            |        |
| Мексика           | 20 января 2016 —            | Кавалер цепи ордена Ацтекского орла                                                                | Кавалер цепи ордена Ацтекского орла                                                                |        |
| Турция            | 21 марта 2017 —             | Кавалер ордена Турецкой Республики                                                                 | Кавалер ордена Турецкой Республики                                                                 |        |
| Украина           | 2018 —                      | Кавалер ордена князя Ярослава Мудрого 1 класса                                                     | Кавалер ордена князя Ярослава Мудрого 1 класса                                                     |        |
| США               | 2020 —                      | Кавалер ордена «Легион Почёта» класса Главнокомандующего                                           | Кавалер ордена «Легион Почёта» класса Главнокомандующего                                           |        |

- Орден «За заслуги перед Уммой» (Координационный центр мусульман Северного Кавказа)[31]